# 埃爾瓜莫
埃爾瓜莫是哥倫比亞的城鎮，位於該國北部，由玻利瓦省負責管轄，始建於1750年，面積371平方公里，海拔高度193米，2005年人口7,754，人口密度每平方公里20.9人。
10°05′N 74°55′W / 10.083°N 74.917°W